# Pius VIII.

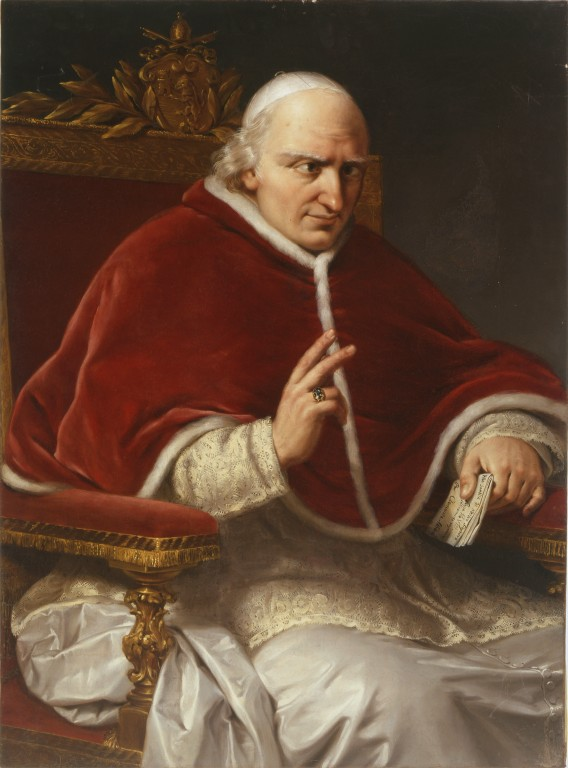
Clemente Alberi: Pius VIII., Öl auf Leinwand (ca. 1830), Städtisches Kunstmuseum, Forlì

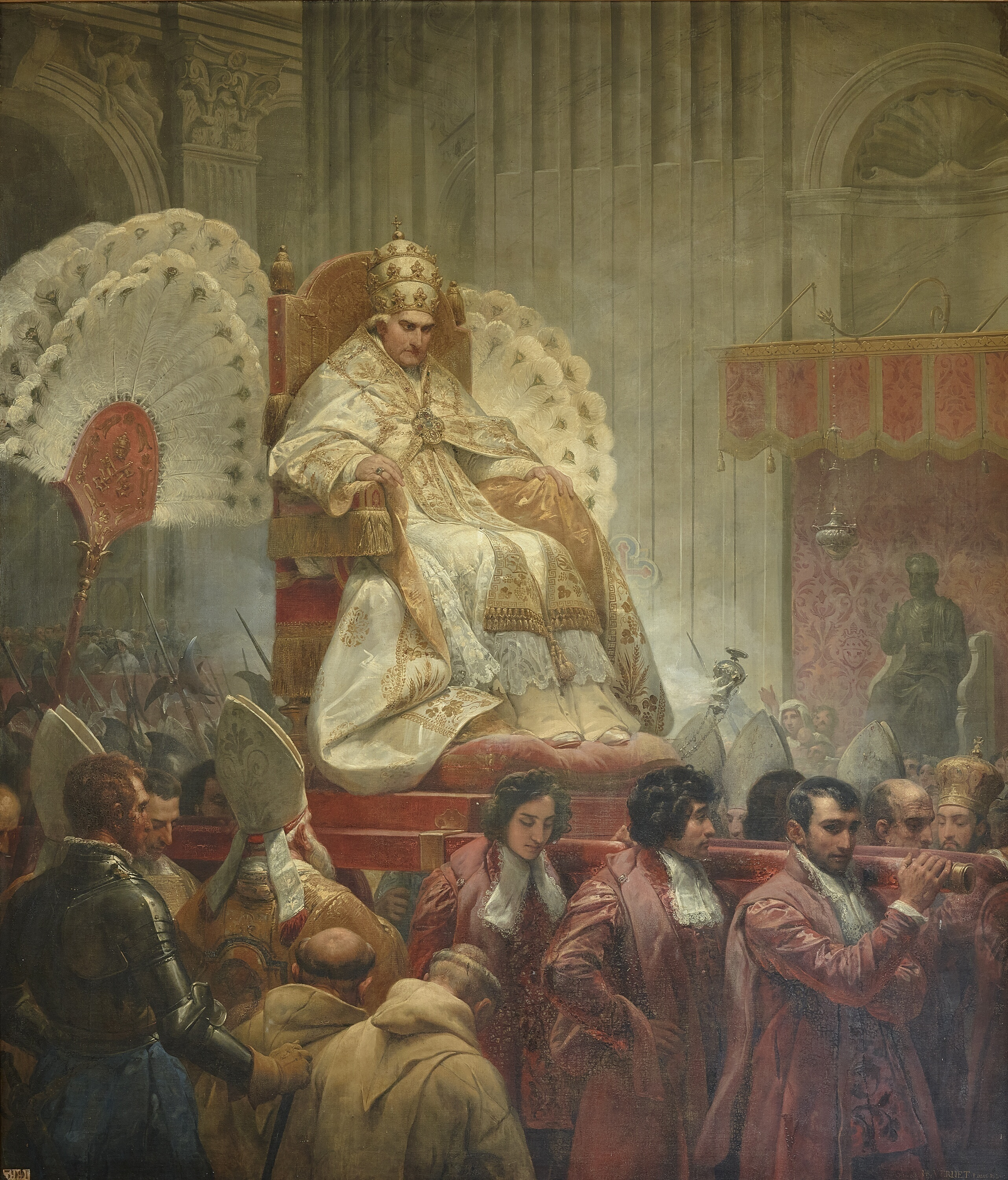
Pius VIII. bei einem feierlichen Auszug im Petersdom auf der Sedia gestatoria – Gemälde von Horace Vernet (1829)

Pius VIII. (* 20. November 1761 in Cingoli bei Ancona, Kirchenstaat; † 30. November 1830 in Rom), geboren als Francesco Saverio Maria Felice Castiglioni, war von 1829 bis 1830 der 253. Papst der römisch-katholischen Kirche.

## Leben
Francesco Castiglioni entstammt der alten italienischen Adelsfamilie Castiglione. Seine theologischen Studien absolvierte er am Collegio Campana in Osimo und am Collegio Montalto in Bologna. 1785 schloss er seine Studien mit Schwerpunkt im kanonischen Recht (Dr. iur. utr.) ab und wurde am 17. Dezember desselben Jahres in Rom zum Priester geweiht.
Durch sein Studium prädestiniert, wurde er zum Sekretär der Kommission zur Begutachtung der Beschlüsse der Synode von Pistoia (1786) berufen. Anschließend wurde er in verschiedenen Diözesen als Generalvikar eingesetzt, bevor er 1797 zum Dompropst seines Geburtsortes Cingoli ernannt wurde.
Papst Pius VII. ernannte Castiglioni am 10. Oktober 1800 zum Bischof von Montalto. In seine Amtszeit dort fällt die Besetzung Italiens durch die napoleonischen Truppen. Sein Mut und sein Widerstand verschafften ihm in der Bevölkerung großes Ansehen. Die Franzosen inhaftierten Castiglioni im Juli 1808 in Mailand. Er wurde erst nach dem Rückzug der französischen Truppen 1814 entlassen. Bis 1816 blieb er Bischof in Cingoli.
Am 8. März 1816 wurde er zum Kardinal und Bischof von Cesena ernannt. 1821 wurde er zum Großpönitentiar der Kurie im Vatikan ernannt und gleichzeitig Kardinalbischof von Frascati. 1822 erfolgte die Ernennung zum Präfekten der Indexkongregation. Nach dem Tod Pius’ VII. 1823 galt Castiglioni als aussichtsreichster Kandidat für dessen Nachfolge. Der Konflikt zwischen Gemäßigten (politicanti) auf der einen und konservativen Kräften (zelanti=„Eiferer“) auf der anderen Seite verhinderte seine Wahl. Das Verhältnis zu Papst Leo XII. (einem „Eiferer“) war nach den Konflikten im Konklave belastet. Castiglionis Karriere wurde trotzdem nicht wesentlich beeinträchtigt.

## Pontifikat

Wappen Pius’ VIII., moderne Nachzeichnung

Papst Leo XII. starb am 10. Februar 1829, und Castiglioni wurde am 31. März im Konklave zum Papst gewählt und am 5. April 1829 gekrönt. Pius VIII., wie er sich nun nannte, gab am 24. Mai 1829 in der Enzyklika Traditi humilitati nostrae das Programm seines Pontifikates bekannt. Sein Gesundheitszustand war bereits zu diesem Zeitpunkt sehr schlecht, und er starb am 30. November 1830 an den Folgen von Asthma.
Im theologischen Bereich konservativ, gilt Pius VIII. trotzdem als einer der modernsten Päpste des 19. Jahrhunderts. Seine Ausgeglichenheit und seine diplomatischen Fähigkeiten wurden erst im 20. Jahrhundert wieder von seinen Nachfolgern erreicht. Insbesondere fällt die Weitsicht auf, mit der er die Julirevolution von 1830 in Frankreich akzeptierte. Gegen den Widerstand von Kurie und französischen Legitimisten zeigte er sich mit der parlamentarischen Regierungsform unter „Bürgerkönig“ Louis-Philippe I. einverstanden und gestand ihm zu, den Ehrentitel „Roi Très Chretien“ („Allerchristlichster König“) zu führen, der traditionell mit den französischen Königen verbunden war.